# Депортес Толима
«Депо́ртес Толи́ма» (полное название — исп. Corporacion Club Deportes Tolima) — колумбийский футбольный клуб из города Ибаге.

## История
«Депортес Толима» основана 18 декабря 1954 года Мануэлем Рубио Чавесом. «Толима» сразу же была допущена к участию в Примере Колумбии. Несмотря на то, что Эпоха Эльдорадо в колумбийском футболе закончилась, Чавес предлагал приличные зарплаты своим игрокам. В первые годы в команде выступало много аргентинцев, а играла она в форме «Расинга» из Авельянеды, то есть в бело-голубых полосатых футболках. В 1957 году «Депортес Толима» финишировала на втором месте в чемпионате, что долгое время оставалось лучшим результатом в истории команды.
Своё первое чемпионство клуб завоевал в 2003 году, выиграв Клаусуру, четыре раза финишировал на втором месте (в 1957, 1981, 1982, 2006 (Клаусура) годах). Кроме того, «Депортес Толима» дошла в 1982 году до полуфинала Кубка Либертадорес — это было самое большое достижение в международных матчах для команды. В 2007 году «Депортес Толима» также принимала участие в розыгрыше Кубка Либертадорес, но не сумела преодолеть групповую стадию турнира.
В 2018 году «Депортес Толима» завоевал свой второй титул чемпиона Колумбии, переиграв в финальном матче Апертуры «Атлетико Насьональ». В 2021 году команда в третий раз стала чемпионом страны, вновь выиграв чемпионат Апертуры.

## Достижения
- Чемпион Колумбии (3): 2003-II, 2018-I, 2021-I
- Вице-чемпион Колумбии (8): 1957, 1981, 1982, 2006-II, 2010-II, 2016-II, 2021-II, 2022-I
- Обладатель Кубка Колумбии (1): 2014
- Чемпион Колумбии во Втором дивизионе (1): 1994
- Полуфиналист Кубка Либертадорес (1): 1982